# Emre Şahin
Emre Şahin (* 5. Januar 1992 in Heusden-Zolder) ist ein türkisch-belgischer Fußballspieler.

## Karriere

### Verein
Emre Şahin spielte in den Jugendakademien von KVC Westerlo und Sporting Braga. 2011 wechselte er von dort zum FC Vizela und in der Winterpause der Saison 2012/13 in die Türkei nach Bucaspor.
Zur Saison 2016 wechselte er zum Drittligisten MKE Ankaragücü. Mit diesem Klub beendete er die Saison als Meister und stieg in die TFF 1. Lig auf. Daraufhin wechselte er zu Bodrum Belediyesi Bodrumspor und verbrachte dort zwei Jahre. Die Saison 2019/20 spielte er zuerst bei Bayburt İdare und wechselte in der Winterpause zu Erokspor. Anschließend ging er weiter zu Sivas Belediyespor.

### Nationalmannschaft
Şahin spielte 2011 einmal für die türkische U-19 und im Oktober 2013 einmal für die U-21-Nationalmannschaft.

## Erfolge
Mit MKE Ankaragücü
- Meister der TFF 2. Lig und Aufstieg in die TFF 1. Lig: 2016/17